# TiJi Russia
«TiJi» («Тижи́») — это детский телевизионный канал для зрителей 3-8 лет и их родителей, с ядром — дети 4-6 лет. 1 апреля 2009 года телеканал запущен в России.
У телеканала 100 % безопасная среда и качественный контент, подобранный совместно с российскими психологами и экспертами, что делает его уникальным. У TiJi есть социальные проекты, конкурсы, розыгрыши и много важного для родителей и детей. Проекты «Мама, ты не одна», «Эпоха других детей» и многие другие.

## Аудитория
Канал предназначен для зрителей 3-8 лет и их родителей, целевая аудитория — дети 4-6 лет.
TiJi вошел в топ-10 детских телеканалов в России по рейтингу газеты «Коммерсантъ». Доля зрителей TiJi составила 0,061 %.

## Вещание
Телеканал доступен в платных пакетах различных операторов России, Беларуси, Казахстана и других стран бывшего СССР.

## Передачи
Эфир разделен на тематические блоки:
- «Для Тижат» — блок для малышей 3-4 лет;
- «Для Тижинок» — блок, ориентированный на девочек;
- «Мир приключений с TiJi» — блок для любителей экшена и динамичного сюжета;
- «TiJi и друзья» — блок с мультфильмами про дружбу и командный дух;
- «Утро с TiJi» — блок, под который приятно собираться в садик или школу утром;
- «Каникулы с TiJi» — блок марафонов.

Ежедневно маленьким зрителям доступны программы:
- «Чупи идет в Школу» — мультсериал;
- «Маленькая Школа Хелен» — мультсериал;
- «Робокар Поли» — мультсериал;
- «Волчонок» — мультсериал;
- «Пчелка Майя» — мультсериал;
- и многое другое.

## Премии
В 2012 и 2014 годах телеканал TiJi побеждала в номинации «Детский телеканал» ежегодной российской национальной премии в области спутникового, кабельного и интернет-телевидения «Золотой луч», учреждённой российской Национальной ассоциацией телерадиовещателей (НАТ).
Телеканал TiJi несколько раз становился лауреатом премии в области многоканального цифрового телевидения «Большая цифра».
В феврале 2012 года и в феврале 2014 года он победил в номинации «Детский канал», а в 2013 году получил один из специальных призов от партнёров и спонсоров — "Самому смотрибельному детскому каналу по версии «Билайн ТВ».
Так же в 2024 году телеканал TiJi стал победителем в номинации «Лучший проморолик детского телевизионного контента до 90 секунд» в PROMO FEST PAY TV, где представил в номинации проморолик «Лайфаки о безопасности».